# Plantage Muidergracht
De Plantage Muidergracht is een straat en gracht in de Plantagebuurt van Amsterdam. Aan en langs de Plantage Muidergracht, bij het Roeterseiland, staat een deel van de gebouwen van de Universiteit van Amsterdam, oorspronkelijk voor de studierichtingen/subfaculteiten natuurkunde, scheikunde, biologie, milieukunde en wiskunde, tegenwoordig voor andere faculteiten.
De Plantage Muidergracht vormt de zuidwestelijke en zuidoostelijke grens van de Plantage. De gracht loopt in zuidoostelijke richting vanaf de Nieuwe Keizersgracht, bij de Hortus Botanicus. Voor de Sarphatistraat draait hij in noordoostelijke richting en loopt, evenwijdig aan de Sarphatistraat, langs Artis naar het Entrepotdok. De Nieuwe Keizersgracht, de Nieuwe Prinsengracht en Nieuwe Achtergracht monden uit in de Plantage Muidergracht. De gracht wordt overbrugd door de Plantage Kerklaan en Plantage Middenlaan.
De straat Plantage Muidergracht loopt in zuidoostelijke richting vanaf de Plantage Parklaan, parallel aan de Plantage Middenlaan. Omdat de straat deels ingesloten is door bebouwing grenst hij niet overal aan de gracht. Tussen nummer 33 en 51 is aan de noordzijde een steeg die oorspronkelijk Montefiorepark heette. Aan het einde maken de straat en de gracht een draai in noordoostelijke richting naar de Plantage Middenlaan.
Een deel van Plantage Muidergracht grenst hier aan de zuidoostzijde van de dierentuin Artis.

## Bruggen
De Plantage Muidergracht wordt overbrugd door:
- de Lau Mazirelbrug (brugnummer 259) van de Plantage Kerklaan naar de Roetersstraat, vernoemd naar de juriste en verzetsstrijdster Laura Carola Mazirel (1907-1974),
- een voetbrug (brug 116P) naar de Nieuwe Achtergracht, tussen de gebouwen van de Universiteit van Amsterdam,
- de Jules Schelvisbrug (brug 264) van de Plantage Middenlaan naar het Alexanderplein, bij de Muiderpoort. Deze brug is vernoemd naar Jules Schelvis (1921-2016), een joodse Amsterdamse Holocaustoverlevende.

## Geschiedenis
De Plantage Muidergracht heette oorspronkelijk de Muidergracht. Een deel van de Muidergracht werd in 1873 gedempt en is nu het Jonas Daniël Meijerplein en het Hortusplantsoen. In het Hortusplantsoen is een deel water gebleven. Dit heet tegenwoordig de Hortusvijver.
Het deel van de tegenwoordige Plantage Muidergracht dat langs de Sarphatistraat loopt, lag in het verlengde van de Lijnbaansgracht en heette voor 1915 de Plantage Lijnbaansgracht. 
De Roeterssloot, die uitmondde in de Plantage Muidergracht, werd in 1959 gedempt.

## Bewoners
- De Nederlandse dichter en essayist Adriaan Morriën (1912-2002) woonde aan Plantage Muidergracht 3 en noemde deel één van zijn memoires ook: Plantage Muidergracht.
- De Nederlandse journalist, schrijver en regisseur Milo Anstadt (1920-2011) woonde met zijn gezin aan Plantage Muidergracht 89. Hun huis wordt beschreven in Anstadts boek De verdachte oorboog.
- De beeldhouwster Theresia van der Pant (1924-2013) woonde en stierf op nummer 153.

## Afbeeldingen

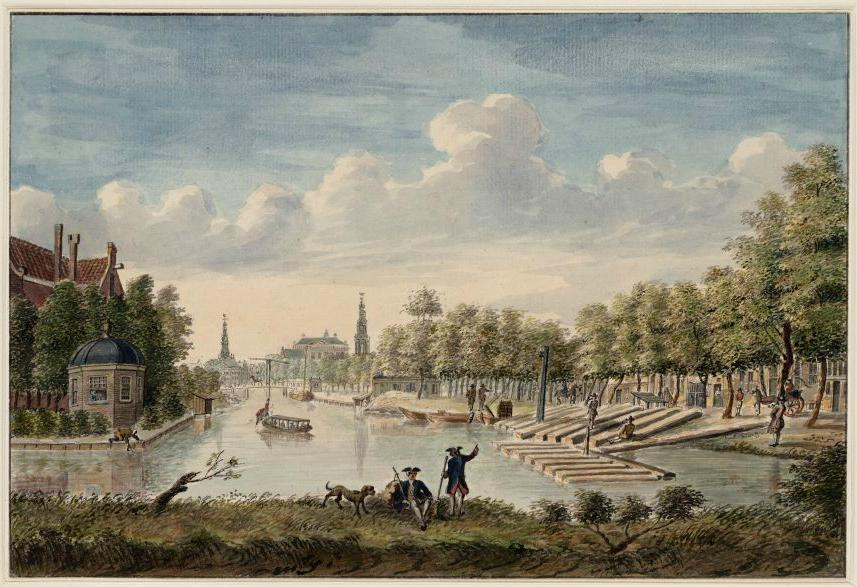
De Plantage Muidergracht, gezien vanaf de Schans (thans Sarphatistraat); Jan Schouten (1716-1792); circa 1749.
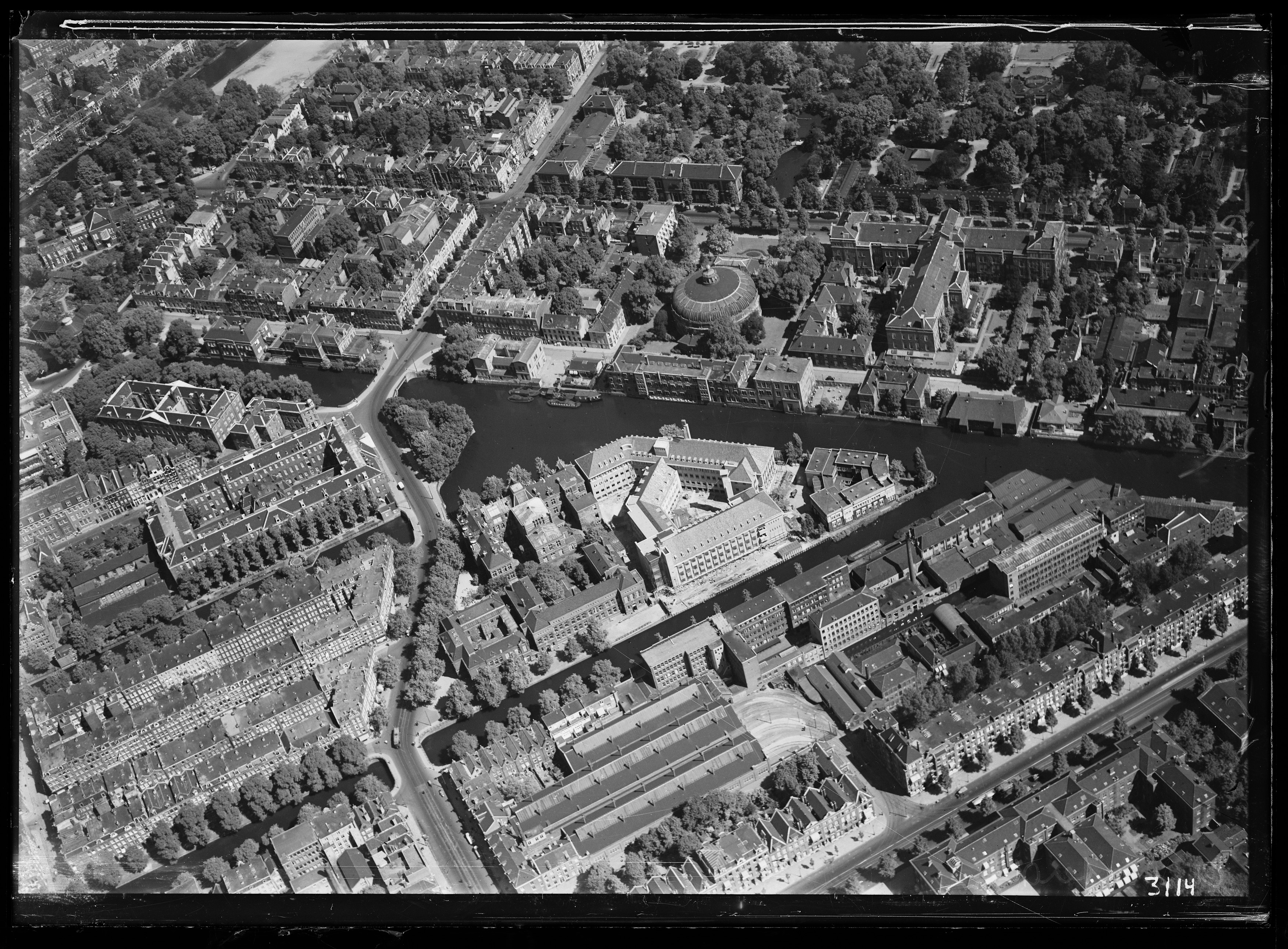
Luchtfoto van de Roetersstraat en omgeving, gezien in noordelijke richting. In het midden onder de Roetersstraat. In het midden van links naar rechts de Plantage Muidergracht. Daarachter de Plantagebuurt; circa 1930. Luchtvaartafdeeling, 1920-1940.
Voormalig laboratoriumgebouw met daarvoor de Lau Mazirelbrug - hoek Plantage Muidergracht en Plantage Kerklaan (foto, 2006)
Sloop en herbouw in 2006 van universiteitsgebouw - hoek Plantage Muidergracht en Plantage Kerklaan; rechts, gebouwen op Roeterseiland (foto, 2006)